# Маниса (гора)
Мани́са (тур. Manisa Dağı, Spil Dağı) — гора в Турции, в илах Маниса и Измир. В древности известна как Си́пил (др.-греч. Σίπῠλος). Отрог гор Боздаглар, в древности известных как Тмол (Τμῶλος). Упоминается Гомером. Фигурирует во многих легендах и исторических сказаниях лидийцев, которые считали её «сердцем» своей страны (ныне — Эгейский регион). На склоне горы находился древний город Магнесия у Сипила, в настоящее время на его месте находится Маниса.
По преданию Зевс на Сипиле обратил Пандарея в скалу, а Тантала поразил молнией и навалил ему на голову гору Сипил. Павсаний свидетельствует, что видел на Сипиле могилу Тантала, на вершине находился храм Пластены Матери и трон Пелопа. По преданию Ниоба окаменела от материнского горя и боги перенесли её на вершину Сипила.

## Описание
Гора Сипил расположена менее чем в пяти километрах от города Маниса, хорошо видна с дороги, ведущей из этого города в Измир. Высота — 1517 метров над уровнем моря. Сама гора и окружающие её леса с 1968 года являются национальным парком, который особенно славится своими дикими тюльпанами.

## История
В конце второго тысячелетия до нашей эры в скале была вырезана статуя древнегреческой богини Ниобы — мифы приписывают её создание охотнику Бротею. Согласно словам византийского чиновника Иоанна Лида (VI в.), неизвестный автор эпической поэмы «Титаномахия» (VII в. до н. э.) утверждал, что Зевс родился не на Крите, а в Лидии, около горы Сипил.
Названия Сипилис или Сипилум употребляются Плинием Старшим (I в.) как место, где расположен примечательный город, названный Танталида, по имени своего основателя Тантала, правившего регионом.
До нашей эры в окрестностях горы добывали электрум.